# Джузеппе Мілано
Джузеппе Мілано (італ. Giuseppe Milano, * 26 вересня 1887, Ревере — † 13 травня 1971, Верчеллі) — італійський футболіст, півзахисник. По завершенні ігрової кар'єри — футбольний тренер.
Як гравець насамперед відомий виступами за клуб «Про Верчеллі», а також національну збірну Італії.

## Клубна кар'єра
Дебютував у футболі 1908 року виступами за команду клубу «Про Верчеллі», кольори якої і захищав протягом усієї своєї кар'єри гравця, що тривала вісім років.

## Виступи за збірну
1911 року дебютував в офіційних матчах у складі національної збірної Італії. Протягом кар'єри у національній команді, яка тривала 4 роки, провів у формі головної команди країни 11 матчів, був її капітаном. У складі збірної був учасником футбольного турніру на Олімпійських іграх 1912 року у Стокгольмі.

## Кар'єра тренера
1919 року увійшов до складу тренерської ради збірної Італії, що призначалася Італійською федерацією футболу та опікувалася підготовкою національної команди. Працював зі збірною до 1921 року та згодом, протягом 1924—1925 років. Був очільником тренерської ради під час футбольного турніру на Олімпійських іграх 1920 року в Антверпені.
Протягом 1928—1929 років очолював команду клубу «Новара».